# Inio Asano

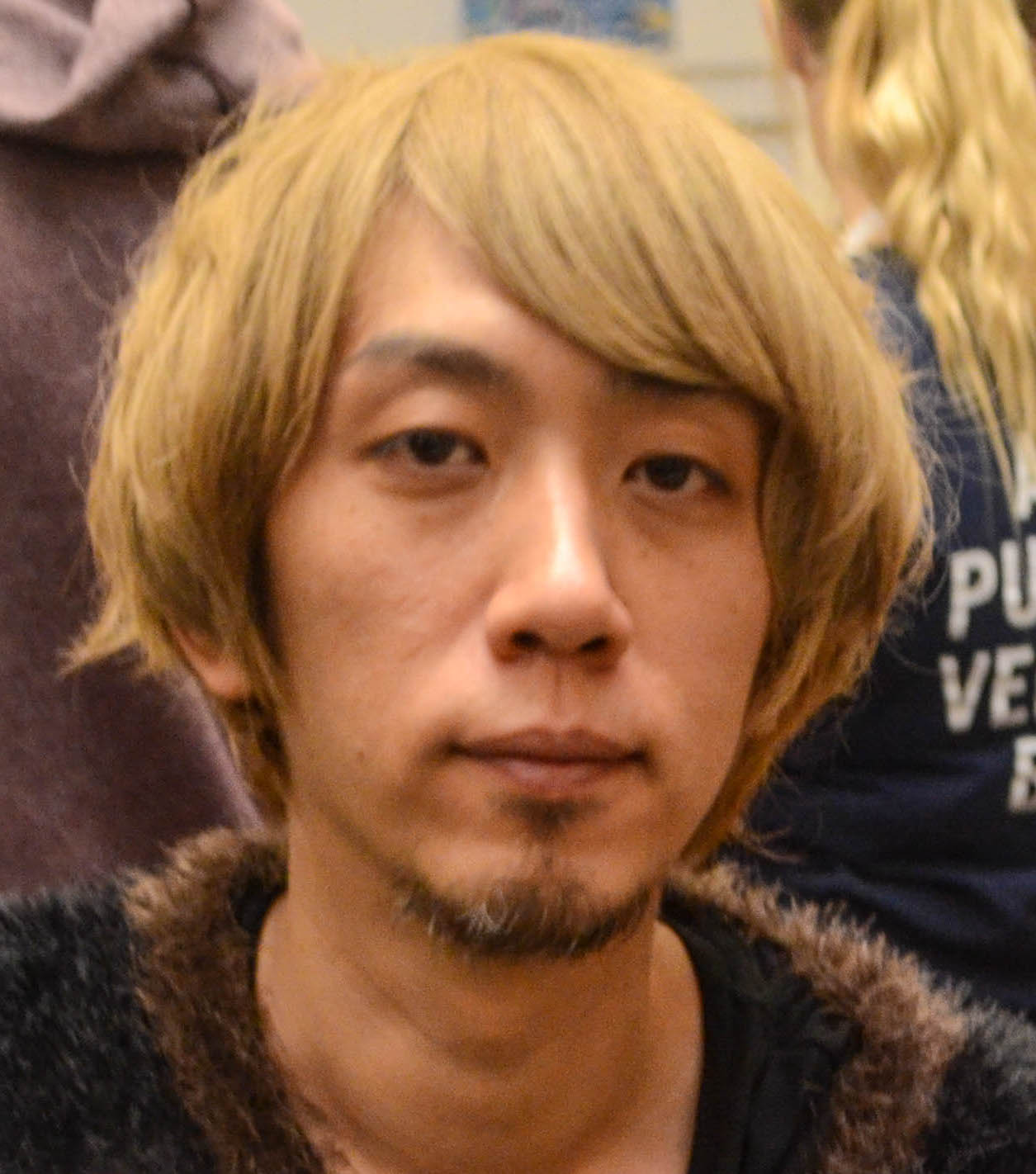

Inio Asano (jap. 浅野 いにお, Asano Inio; * 1980 in der Präfektur Ibaraki, Japan) ist ein japanischer Manga-Zeichner.

## Biografie
Inio Asano studierte an der Tamagawa-Universität. 2000 gab er mit der Kurzgeschichte Futsū no Hi (普通の日) sein Debüt als professioneller Mangaka; diese Geschichte erschien in einem Sondermagazin des Big Comic Spirits. Daraufhin war er als Assistent beim Manga-Zeichner Shin Takahashi angestellt. 2001 gewann er mit einer anderen Kurzgeschichte, Uchū kara Konnichi wa (宇宙からコンニチハ), den Nachwuchswettbewerb des Manga-Magazins Sunday Gene-X, für das er fortan weitere kurze Comics, aber auch Serien schuf. Die Serie What a Wonderful World! (素晴らしい世界, Subarashii Sekai) wurde von 2002 bis 2004 in diesem Magazin veröffentlicht. Sie besteht aus 19 nur sehr lose miteinander verbundenen Geschichten über das Leben junger Leute in der japanischen Gesellschaft. Der Shōgakukan-Verlag publizierte diese Geschichten auch in zwei Büchern. Als eine Art Fortsetzung zu What a Wonderful World! kam 2005 Sun Village (ひかりのまち, Hikari no Machi) heraus.
Für einen kleineren Verlag, Ōta Shuppan, bzw. für dessen Lifestyle-Magazin Quick Japan zeichnete er von 2003 bis 2005 die experimentellere Serie Das Feld des Regenbogens (虹ヶ原ホログラフ, Nijigahara Holograph).
Seit 2005 ist Asano vor allem für das Young Sunday-Magazin tätig. Für dieses schuf er von 2005 bis 2006 die Serie Solanin (ソラニン), seit 2007 arbeitete er an Gute Nacht, Punpun (おやすみプンプン, Oyasumi Punpun), welchen er 2013 vollendete.
Parallel dazu veröffentlichte er von 2009 bis 2013 in Ōta Shuppans Manga Erotics F-Magazin das später zweibändige Werk Mädchen am Strand (うみべの女の子, Umibe no onna no ko).
Von 2014 bis 2022 veröffentlichte er seine Serie Dead Dead Demon’s Dededede Destruction (デッドデッドデーモンズデデデデデストラクション Deddo Deddo Dēmonzu De De De De Desutorakushon) im Big Comic Spirits. Diese wurde auch ab 2016 auf Deutsch von Tokyopop mit allen zwölf Bänden verlegt.
Sein Werk wurde ins Deutsche, Englische, Spanische, Französische und Italienische übersetzt.

## Deutsche Veröffentlichungen
- What a Wonderful World (2007 bei EMA, 2015 noch mal bei Tokyopop)
- Sun Village (2010 bei Schreiber & Leser bzw. Shodoku, 2017 noch mal bei Tokyopop)
- Gute Nacht, Punpun (2013–2016, bei Tokyopop)
- Solanin (2013, bei Tokyopop)
- Das Feld des Regenbogens (2013, bei Tokyopop)
- Das Mädchen am Strand (2014, bei Tokyopop)
- Ctrl+T (2014, bei Tokyopop)
- Das Ende der Welt vor Sonnenaufgang (November 2015, bei Tokyopop)
- Dead Dead Demon’s Dededede Destruction (12 Bände, 2026–2023 bei Tokyopop)
- Die Zeit am Abgrund (2018 bei Tokyopop)
- Heroes (勇者たち Yūsha-tachi, 2018, 2023 bei Tokyopop)